# St. Nicolai (Vogelsdorf)

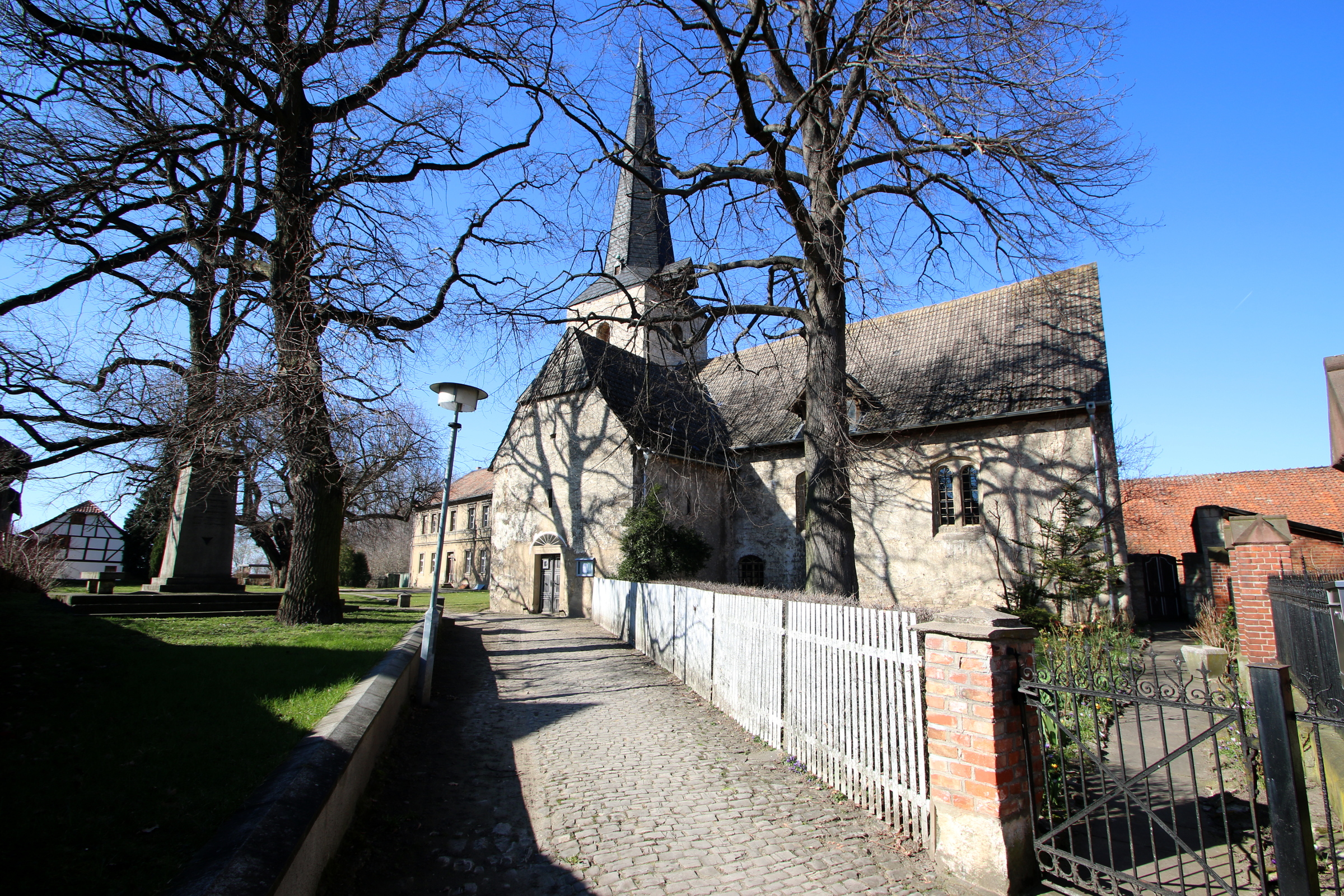
Kirche St. Nicolai in Vogelsdorf

Die evangelische Kirche St. Nicolai steht in Vogelsdorf, einem Ortsteil der Einheitsgemeinde Huy im Landkreis Harz in Sachsen-Anhalt. Sie gehört zum Kirchspiel Am Huy des Kirchenkreises Halberstadt der Evangelischen Kirche in Mitteldeutschland.

## Geschichte

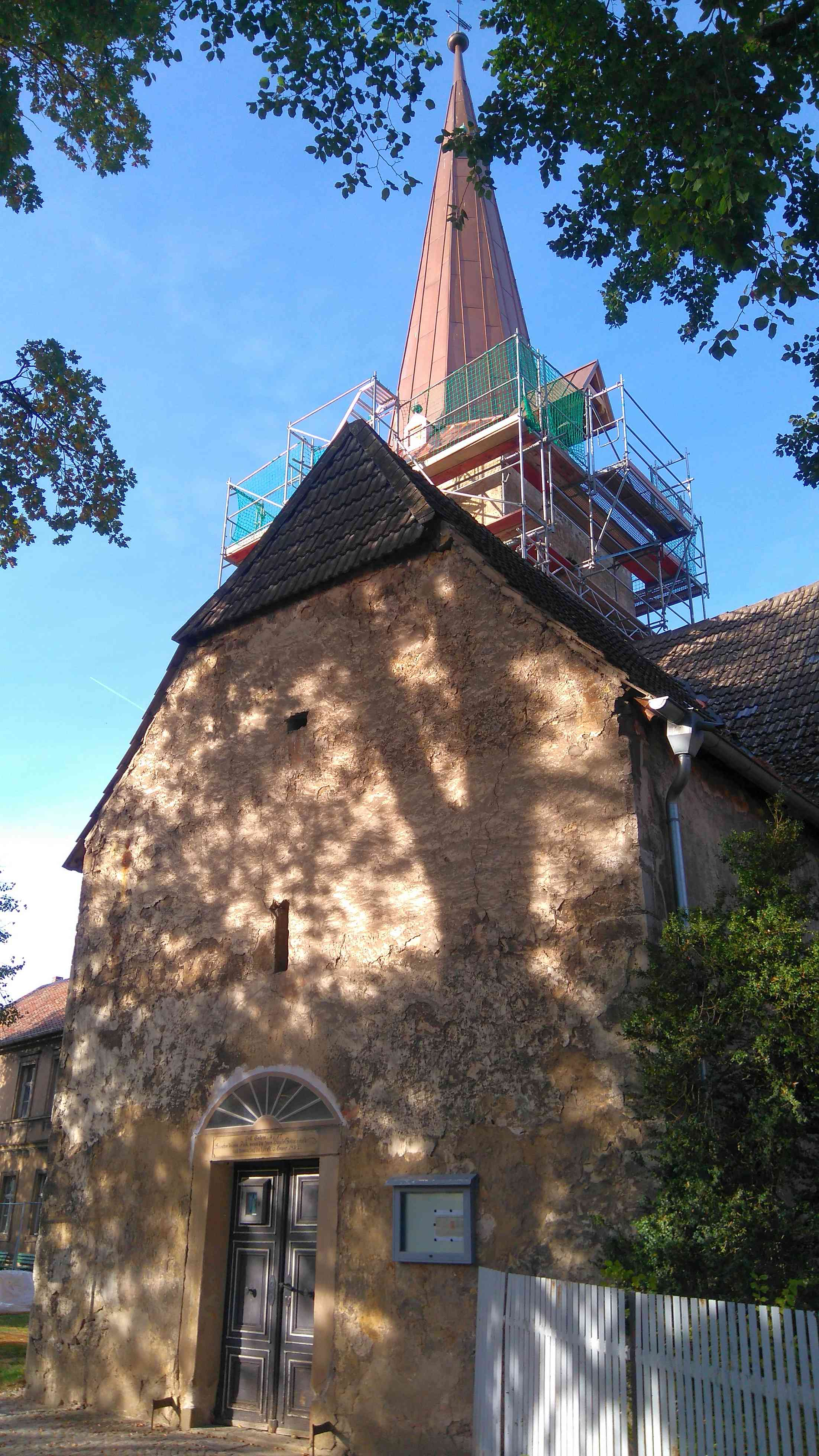
Blick zur Vorhalle von 1842, im Hintergrund der sanierte Kirchturm

Die Hauptsehenswürdigkeit von Vogelsdorf ist die Kirche St. Nicolai, die über Bausubstanz, insbesondere der Turm, aus der romanischen Zeit vor der ersten urkundlich Erwähnung von Vogelsdorf im Jahre 1138 verfügt. Durch einen Brand im Dreißigjährigen Krieg wurde die Inneneinrichtung der Kirche im Jahre 1641 zerstört. 1717 erfolgte eine Vergrößerung des Kirchenschiffes, wovon heute eine Inschrift hinter dem Altar informiert.
Im Jahre 1842 wurde die Kirche abermals erweitert. Diesmal erfolgte im Eingangsbereich der Anbau einer Vorhalle mit Aufgang zu den Kirchenemporen. Über der Eingangstür wurde ein Sinnspruch in den Türstock gemeißelt. 2018 wurde mit der Sanierung der Kirche und deren Nutzungserweiterung zur kirchlich-kommunalen Begegnungsstätte im Auftrag der Evangelischen Kirchengemeinde St. Nicolai zu Vogelsdorf durch die denk’mal Architekten in Magdeburg begonnen. Die Bauarbeiten sollen 2021 abgeschlossen sein.

### Innenausstattung
Die Erneuerung der Innenausstattung der Kirche fand nach dem Brand von 1641 statt. Hervorzuheben sind insbesondere das aus dieser Zeit stammende Ältestengestühl mit verschiedenen Bildern, darunter von Petrus und den Evangelisten, sowie Hinweise zum Stifter des Gestühls. 1724 erhielt die Kirche einen Barockaltar, umsäumt von zwei Evangelisten und gekrönt vom auferstandenen Jesus Christus. Ferner wurde eine Barockkanzel mit Schalldeckel eingebaut. Nachdem es Ende des 19. Jahrhunderts erneut zu einem Brand gekommen war, der das Kircheninnere verrußt hatte, malte Adolf Rettelbusch im Jahre 1897 den Innenraum neu aus.
Die Kirchenorgel stammt aus dem Jahre 1859 und wurde von Richard Voigt aus Halberstadt angefertigt. Die beiden Glocken wurden 1467 und 1715 gegossen.

## Denkmalschutz
Die Kirche St. Nicolai in Vogelsdorf ist in der Liste der Kulturdenkmale in Huy unter der Erfassungsnummer 094 0026 als Kulturdenkmale der Gemeinde Huy im Denkmalverzeichnis des Landes Sachsen-Anhalt erfasst, das auf Basis des Denkmalschutzgesetzes des Landes Sachsen-Anhalt vom 21. Oktober 1991 durch das Landesamt für Denkmalpflege und Archäologie Sachsen-Anhalt erstellt und seither laufend ergänzt wird.